# Walter Wanderley
Walter Wanderley (Walter Jose Wanderley Mendonça)  Recife, Brazilië, 12 mei 1932 - San Francisco, Californië, 4 september 1986 was een Braziliaans organist en pianist. Hij is vooral bekend om zijn bossanova- en loungemuziek.

## Levensloop
Hij werd geboren in Recife, Brazilië. Op zijn vijfde jaar speelde hij al piano. Hij begon zijn professionele carrière terwijl hij nog in Recife woonde. In 1958 verhuisde hij naar São Paulo en werd onmiddellijk een actieve speler in nachtclubs. In 1959 maakte hij zijn eerste plaatopname, Lobo Bobo samen met Carlos Lyrais. Hij kreeg internationale bekendheid in de jaren zestig met zijn veelal instrumentale bossanova-muziek. Hij werkte ook samen met zangeres Astrud Gilberto. Hij maakte zes succesvolle albums bij Verve Records tussen 1966 en 1968. Het nummer Summer Samba afkomstig van het album Rain Forest bereikte de 26e plaats in de Amerikaanse Billboard-lijsten in 1966. Een aantal van zijn albums zijn gemaakt met het Walter Wanderley Trio bestaande uit Wanderley, Claudio Slon en Jose Marino en geproduceerd door Creed Taylor.
Wanderley heeft meer dan 40 soloalbums gemaakt. Hij was getrouwd met Isaurinha Garcia, een populaire zangeres in Brazilië. In de jaren zeventig nam zijn populariteit af. Zijn latere carrière werd verwoest door alcoholisme en hij stierf in relatieve onbekendheid in 1986.

## Discografie (selectie)
- 1960 - O Sucesso é Samba
- 1963 - Samba no Esquema de Walter Wanderley
- 1964 - Orgao Sax Sexy (met Portinho)
- 1966 - A Certain Smile, A Certain Sadness (met Astrud Gilberto)
- 1966 - Chegança
- 1966 - Rain Forest
- 1967 - Batucada
- 1967 - Organ-ized
- 1967 - Popcorn (met Luiz Henrique)
- 1969 - Moon Dreams
- 1969 - When It Was Done
- 1972 - The Return of the Original
- 1972 - Brazil's Greatest Hits